# 79 f.Kr.
| 79 f.Kr.           |
| ------------------ |
| Dødsfald - Fødsler |

## Begivenheder
- Roms diktator, Sulla, træder pludselig tilbage.